# Thouris Corona
Thouris Corona est une corona, formation géologique en forme de couronne, située sur la planète Vénus par -6,5° S et 12,9° E. Elle est localisée dans le quadrangle d'Alpha Regio. Elle a été nommée en référence à Thouris, déesse égyptienne de la fertilité. 

## Géographie et géologie
Thouris Corona couvre une surface circulaire d'environ 190 km de diamètre. 